# African Stars Football Club
O African Stars Football Club é um clube de futebol com sede em Windhoek na Namíbia. Disputa, o Campeonato Namibiano de Futebol.

## Títulos
- Campeonato Namibiano de Futebol:

Campeões:(5) 2008–09, 2009–10, 2014–15, 2017–18, 2024-25
- Copa da Namíbia:

Campeões:(5) 2007, 2010, 2013, 2014, 2018
- Standard Bank Cup

Champions:(1) 2015
Vice-campeão:(1) 2014
- Copa Dr Hage Gaingob

Vice-campeão: 2014, 2015
Terceiro lugar:2016

## Desempenho em competições da CAF
- Liga dos Campeões da CAF: 0
- Taça das Confederações da CAF: 1

- Copa da CAF: 1

1992 – Primeira Rodada

## Ligações externos
- Perfil da equipe – soccerway.com